# Чапля єгипетська
Ча́пля єги́петська (Ardea ibis) — вид птахів родини чаплевих.

## Таксономія
Вперше чапля єгипетська була описана в 1758 році Ліннеєм у його «Systema naturae» як Ardea ibis, але була перенесена до роду Bubulcus Шарлем Люсьєном Бонапартом у 1855 році. Її було перенесено назад до роду Ardea на основі результатів молекулярно-філогенетичного дослідження, опублікованого у 2023 році.

## Опис
Маса тіла 250—350 г, довжина тіла 48—53 см, розмах крил 90—96 см. Єгипетська чапля має у загальному біле забарвлення, але верхні частини голови, спини та зоба у неї винно-вохристі, вкриті видовженим розсученим пір'ям, яке до осені випадає. У дорослого птаха в шлюбному вбранні на верхній частині голови, спині та волі жовтогарячі плями; решта оперення біла; дзьоб, ноги та райдужна оболонка ока червоні; у позашлюбному вбранні верх голови, воло та пляма на спині світло-жовті або все оперення біле; дзьоб жовтуватий; ноги бурі; райдужна оболонка ока жовта. Молодий птах подібний до дорослого у позашлюбному вбранні.

## Поширення та ареал
Єгипетська чапля живе на всіх континентах крім Антарктиди (за винятком окремих зальотів).
Живе на водоймах степової зони.
Широко поширений вид: населяє країни північно-східної, тропічної і субтропічної Африки, Малу, Передню і Південно-Східну Азію, Індію, Південну Японію, США і південь Канади (5, 6). З середини XIX ст. спостерігається інтенсивне розширення ареалу з тропічних і субтропічних зон на північ і схід.
У Європі гніздиться на півдні Іспанії, у французькому заповіднику Камарг у дельті річки Рона, де досить рідкісна. В Азії зустрічається на Південному Сході та на Аравійському півострові.
До останнього часу цей птах належав Старому Світу, тобто східній півкулі. Населяє Південну Азію, гніздиться на півдні Японії, на Філіппінських і Великих Зондських островах. В Африці поширена від Сенегалу до східних берегів материка і звідси на південь до самих південних частин Африки. Гніздиться і на Мадагаскарі. У недавні роки єгипетська чапля з'явилася в північних частинах Південної Америки, вкоренилася там і тепер поширюється з цього материка, через Центральну Америку та Антильські острови вона проникла також до Північної, де відома тепер до Великих озер (Мічиган) і Ньюфаундленду. Перша зустріч з цим птахом в Південній Америці (Британська Гвіана) датується 1911 і 1912 роками. Бурхливе розселення її почалося в 30-х роках. Вона розселяється також у Північній та Північно-Східній Австралії.
Поява єгипетської чаплі на цьому материку зобов'язана, мабуть, випуску близько 1933 року в околицях Кімберлі 18 птахів, привезених з Калькутти. У Південній Америці ці птахи з'явилися, ймовірно, випадково. Як всі чаплі, цей птах любить болотисті місцевості, але при цьому вона досить звичайна в культурному ландшафті, де постійно тримається серед домашньої худоби. Її нерідко можна побачити на спині корови, буйвола, а поза культурного ландшафту ця чапля йде слід за дикими копитними та без побоювання сідає на спину носорога, а інколи й на спину слона.
В Україні рідкісний залітний вид Криму, пониззя Дніпра, Дунаю та решти півдня країни.

## Спосіб життя

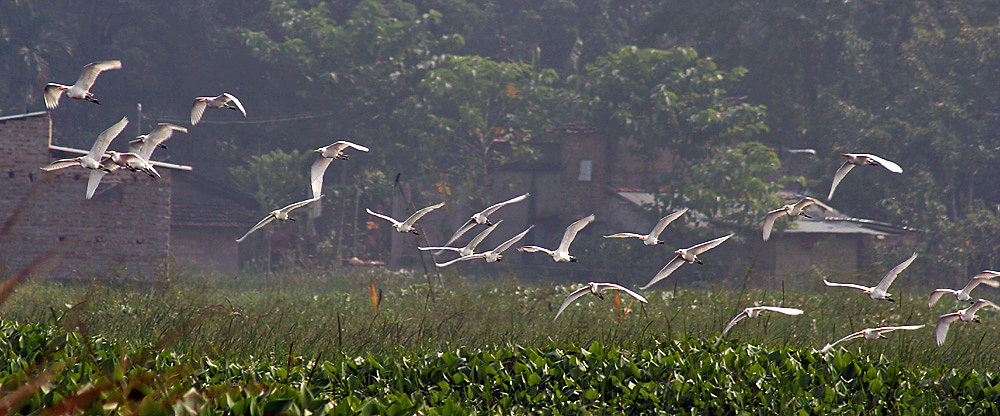
Колонії птахів на полі, Колката

Єгипетська чапля менше інших чапель прив'язана до води й може зустрічатися відносно далеко від водойм. Вона живе в степах, на луках, рисових полях. Зрідка цей птах зустрічається і в містах (в основному африканських), навіть у таких великих, як Каїр. Часто єгипетських чапель можна зустріти біля стад диких і домашніх копитних, на спинах яких вона збирає комах. Чисельність єгипетської чаплі в Африці росте синхронно зі зростанням скотарства та оранки земель. Єгипетська чапля дуже полохлива та обережна. Злітаючи зі спин диких або домашніх копитних, помітивши небезпеку, вона, тим самим дає тривожний сигнал про небезпеку самим копитним.

### Живлення
Живиться єгипетська чапля головним чином великими комахами, зокрема кониками, яких сполохала худоба, що пасеться. Їсть вона і водних мешканців, але в невеликій кількості. Вона поїдає також комах і кліщів, яких вибирає з вовни та шкури тварин. Таким чином, співдружність птахів і ссавців виявляється, мабуть, взаємно корисною. Їсть також дрібну рибу, земноводних, плазунів, деяких гризунів і пташенят, інших птахів.

### Розмноження

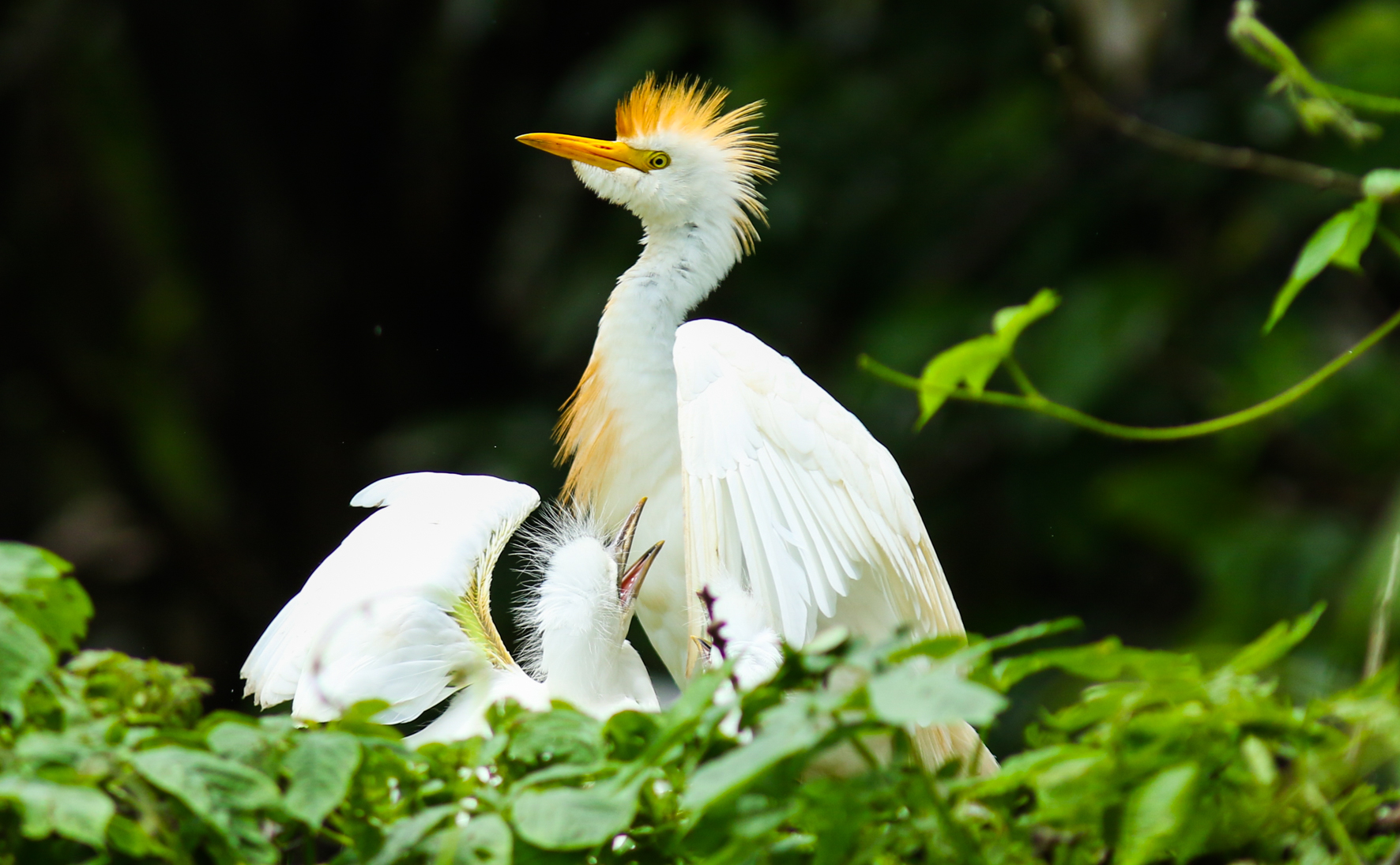
Доросла птаха з пташеням

Статева зрілість настає у 2 роки. Як правило, гніздиться в змішаних колоніях з іншими видами голінастих, великими і малими бакланами. У кладці буває від 1 до 6 яєць. У південних районах проживання за один рік єгипетської чаплі вдається вивести 2 і навіть три виводка пташенят. Смертність пташенят відносно невелика, тому що батьки активно захищають гніздо від хижаків, а також від інших членів колонії.

## Поширення

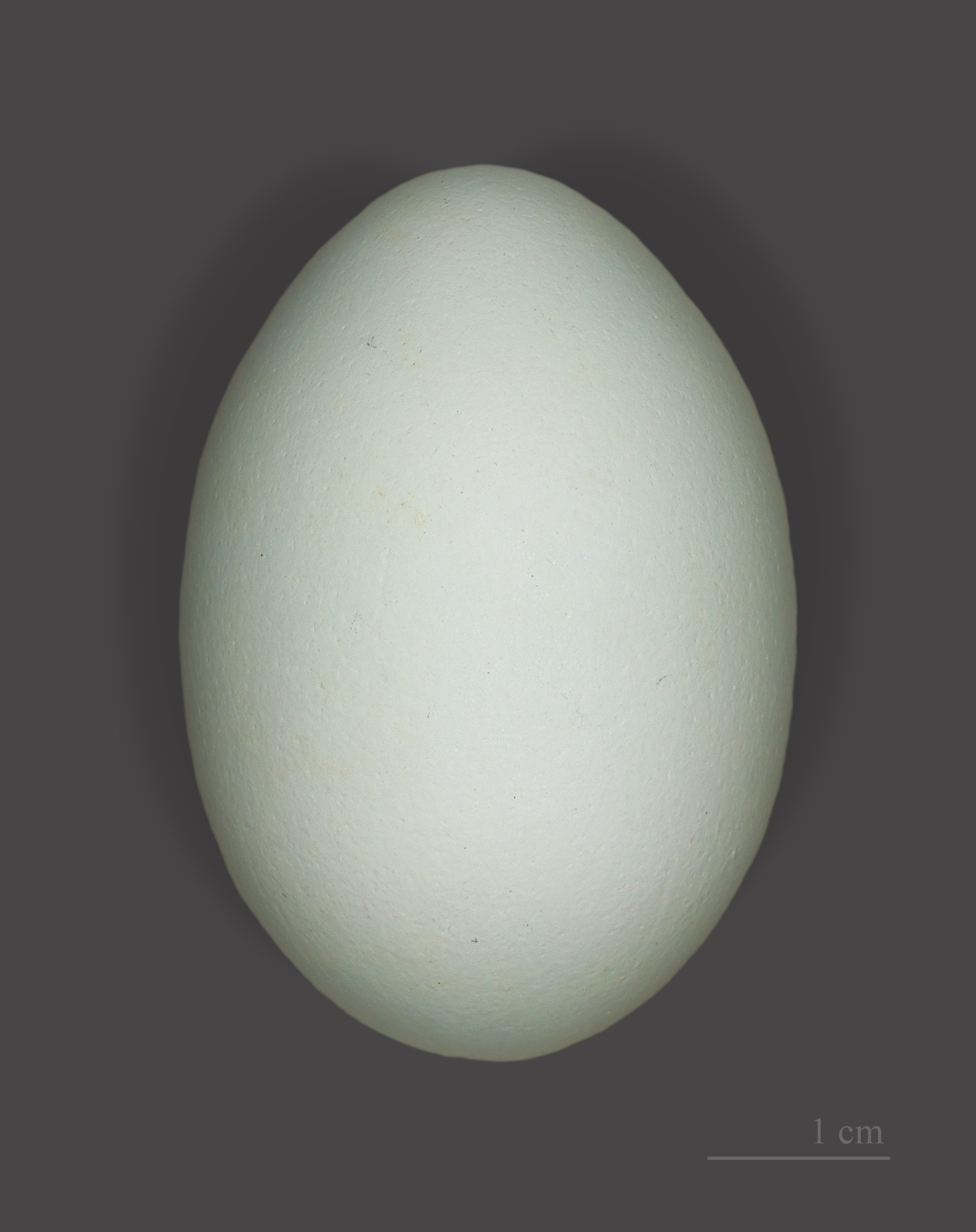
Яйце Ardea ibis

Гніздиться на озерах, в заплавах і дельтах річок, де є зарості середньовікових верби або тополі, оповиті колючими та іншими ліанами. Нерідко поселяється поблизу мілководних водойм — в гаях широколистяних порід (дуб). Колонії, від кількох пар до кількох сотень пар, розташовуються спільно з іншими чаплями, бакланами і граками. Іноді утворюють самостійні поселення.
В умовах існування на межі ареалу чисельність і поширення виду лімітуються обмеженістю придатних місць існування і кліматичними умовами.

## Охорона
Чапля єгипетська перебуває під охороною Бернської конвенції та конвенції CITES. Для охорони виду необхідна відмова від використання хімікатів в сільському господарстві та боротьба з браконьєрством. Доцільно заборонити рубки лісу в місцях гніздування. Полювання заборонено.